# Spoorlijn Libourne - Le Buisson
De spoorlijn Libourne - Le Buisson is een Franse spoorlijn van Libourne naar Le Buisson-de-Cadouin. De lijn is 97,1 km lang en heeft als lijnnummer 629 000.

## Geschiedenis
De lijn werd in gedeeltes geopend door de Compagnie du chemin de fer de Paris à Orléans, van Libourne naar Castillon op 28 juni 1869, van Castillon naar Port-Sainte-Foy op 29 december 1873, van Port-Sainte-Foy naar Bergerac op 20 december 1875 en van Bergerac naar Le Buisson op 28 juni 1879.

## Treindiensten
De SNCF verzorgt het personenvervoer op dit traject met TER treinen.
| Serie | Treinsoort | Route                                              | Bijzonderheden |
| ----- | ---------- | -------------------------------------------------- | -------------- |
| D 33  | TER (SNCF) | Bordeaux-Saint-Jean – Libourne – Bergerac – Sarlat |                |
| L 33  | TER (SNCF) | Bordeaux-Saint-Jean – Libourne – Bergerac – Sarlat |                |

## Aansluitingen
In de volgende plaatsen is of was er een aansluiting op de volgende spoorlijnen:
Libourne
RFN 570 000, spoorlijn tussen Paris-Austerlitz en Bordeaux-Saint-Jean
RFN 582 000, spoorlijn tussen Marcenais en Libourne
Bergerac
RFN 618 000, spoorlijn tussen Magnac-Touvre en Marmande
Le Buisson
RFN 631 000, spoorlijn tussen Niversac en Agen

## Galerij

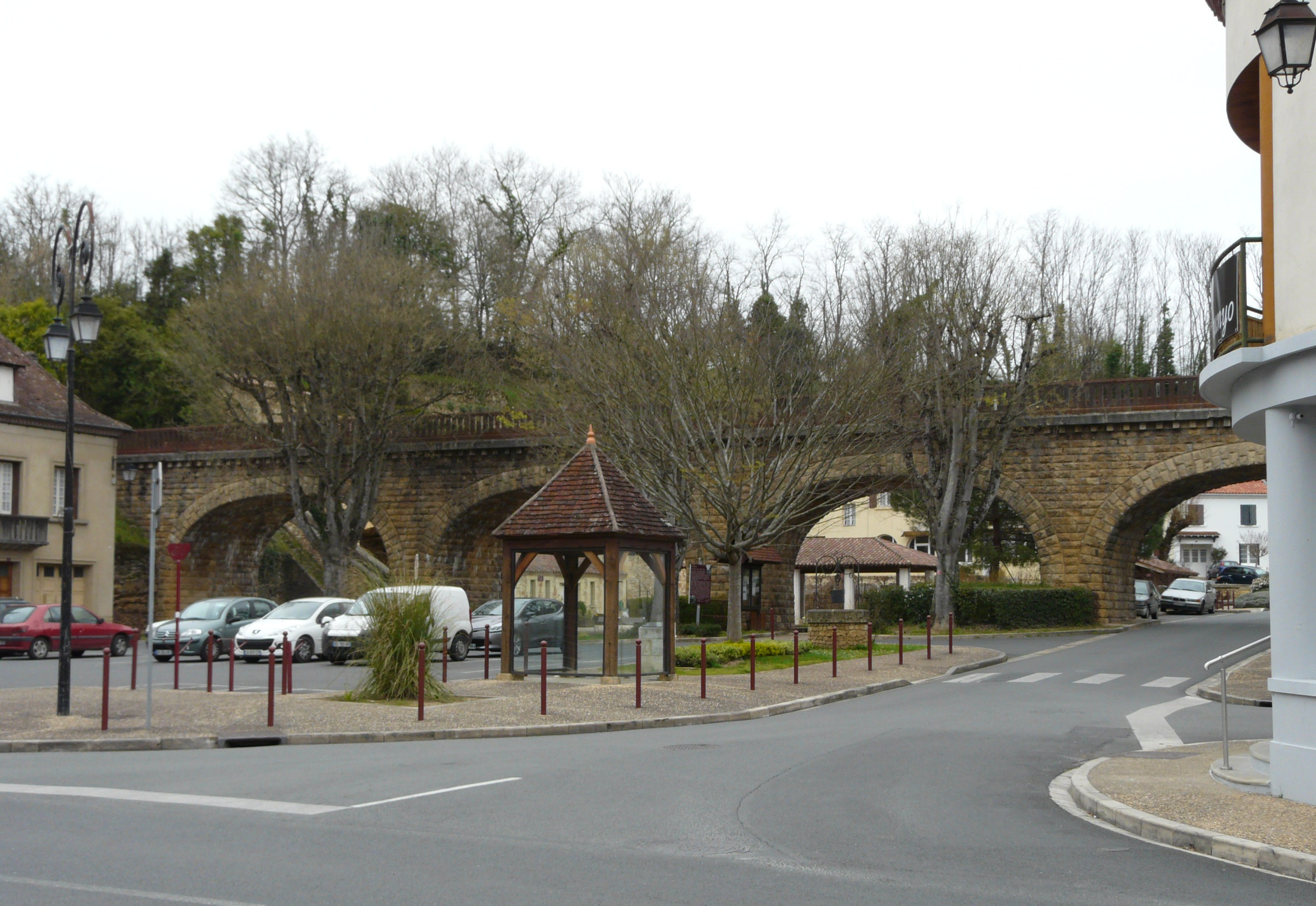
Viaduct van Mouleydier.
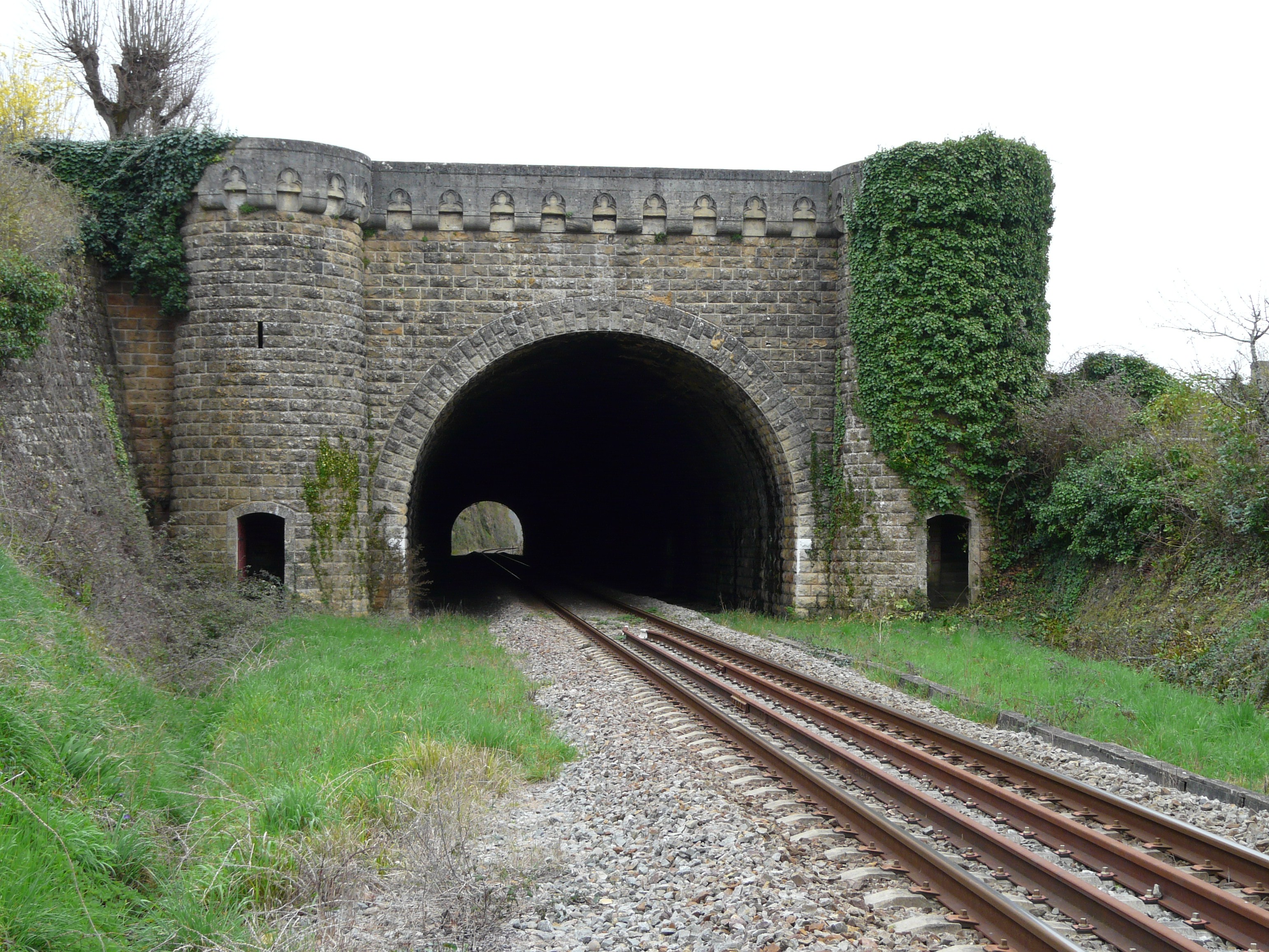
Tunnel van Mouleydier.